# Шапка Мономаха (фільм)
«Шапка Мономаха» (рос. «Шапка Мономаха») — радянський художній фільм 1982 року, знятий на кіностудії «Мосфільм».

## Сюжет
Абсолютно звичайний учень старшого класу, при збігу загадкових обставин визнається шкільним генієм. Вчителі та його шкільні товариші відразу змінюють своє ставлення до нього, раптом кожен починає бачити в ньому суцільні приховані раніше позитивні якості і таланти.

## У ролях
- Микола Феофанов —  Валя Петров
- Дар'я Мальчевська —  Наташа
- Габріель Воробйов —  Алік Шубін
- Оля Озерецковська —  Марина
- Наталія Латинська —  Таня
- Софія Павлова —  мати Валі Петрова
- Людмила Чурсіна —  директорка школи
- Ольга Волкова —  секретарка директорки школи
- Олександра Климова —  вчителька літератури
- Михайло Свєтін —  вчитель хімії
- Олександра Яковлєва —  вчителька англійської мови
- Олег Мельников —  Шура Снєтков
- Юрій Малишев —  другорічник
- Олександр Семенов —  Кошолкін
- Денис Старожищин —  Валера
- Тетяна Куліш —  продавчиня в книжковому магазині

## Знімальна група
- Режисер — Іскандер Хамраєв
- Сценаристки — Тамара Лихоталь, Маргарита Мосякова
- Оператор — Лев Колганов
- Композитор — Олександр Мнацаканян
- Художник — Валерій Юркевич